# SS Wilno
SS Wilno, później Wieluń – polski statek handlowy, jeden z serii tzw. „francuzów” (obok SS Kraków, SS Katowice, SS Poznań i SS Toruń) – pierwszych jednostek tworzonej Polskiej Marynarki Handlowej.
Pierwszym kapitanem statku był kapitan Mamert Stankiewicz, który przyprowadził „Wilno” z francuskiej stoczni Chantiers Navals Français w Blainville-sur-Orne. 4 stycznia 1927 roku nowy masowiec wszedł do wciąż będącego w budowie portu w Gdyni jako pierwszy polski statek w historii. Następnego dnia odbyła się uroczystość poświęcenia i podniesienia polskiej bandery, w czym uczestniczył ówczesny minister przemysłu i handlu, budowniczy Gdyni Eugeniusz Kwiatkowski.

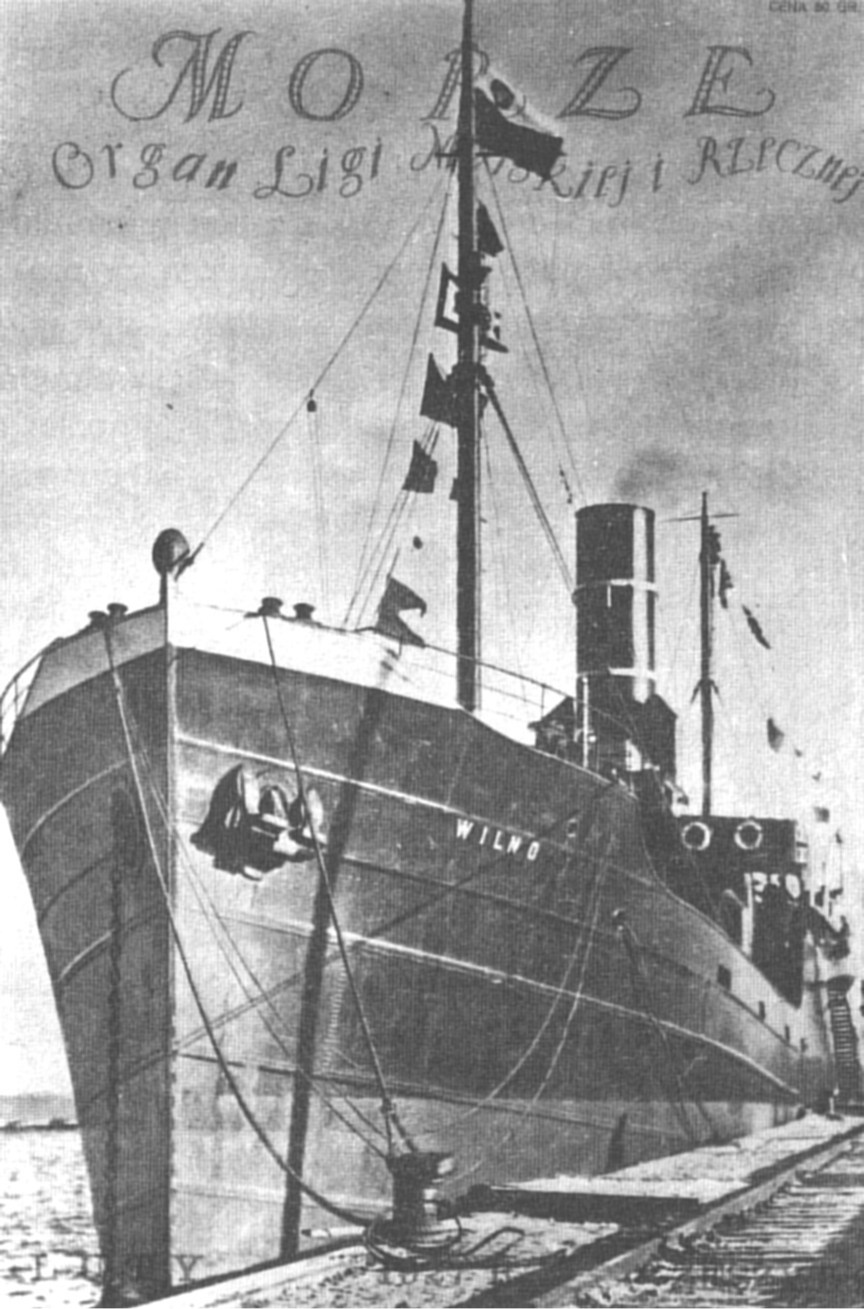
Okładka magazynu „Morze” z lutego 1927 roku

W okresie międzywojennym statek pływał głównie w basenie Morza Bałtyckiego i Północnego wożąc polski węgiel do portów Szwecji i Wielkiej Brytanii. Od chwili pozyskania do roku 1951 właścicielem statku (jak i pozostałych „francuzów”) było przedsiębiorstwo armatorskie Żegluga Polska.
W czasie II wojny światowej wsławił się brawurową ucieczką z francuskiego portu Sfax w Tunezji. Potem przyszedł długi okres wojennych rejsów, a w 1946 roku powrót do kraju.
W roku 1949 statek został przejęty przez nowego państwowego armatora Polska Żegluga Morska z siedzibą w Szczecinie. Dotychczasowa nazwa „Wilno” została zmieniona na bardziej w tamtych czasach poprawną politycznie „Wieluń” i nazwę tę statek nosił do wycofania ze służby 7 października 1958 roku.
Wkrótce potem został pocięty na złom.